# Cratere Bashō
Bashō è un cratere d'impatto presente sulla superficie di Mercurio, a 32,7° di latitudine sud e 169,7° di longitudine ovest. Il suo diametro è pari a 75 km.
Il cratere è dedicatop al poeta giapponese Matsuo Bashō, attivo nel XVII secolo.